# Nodo de Osler

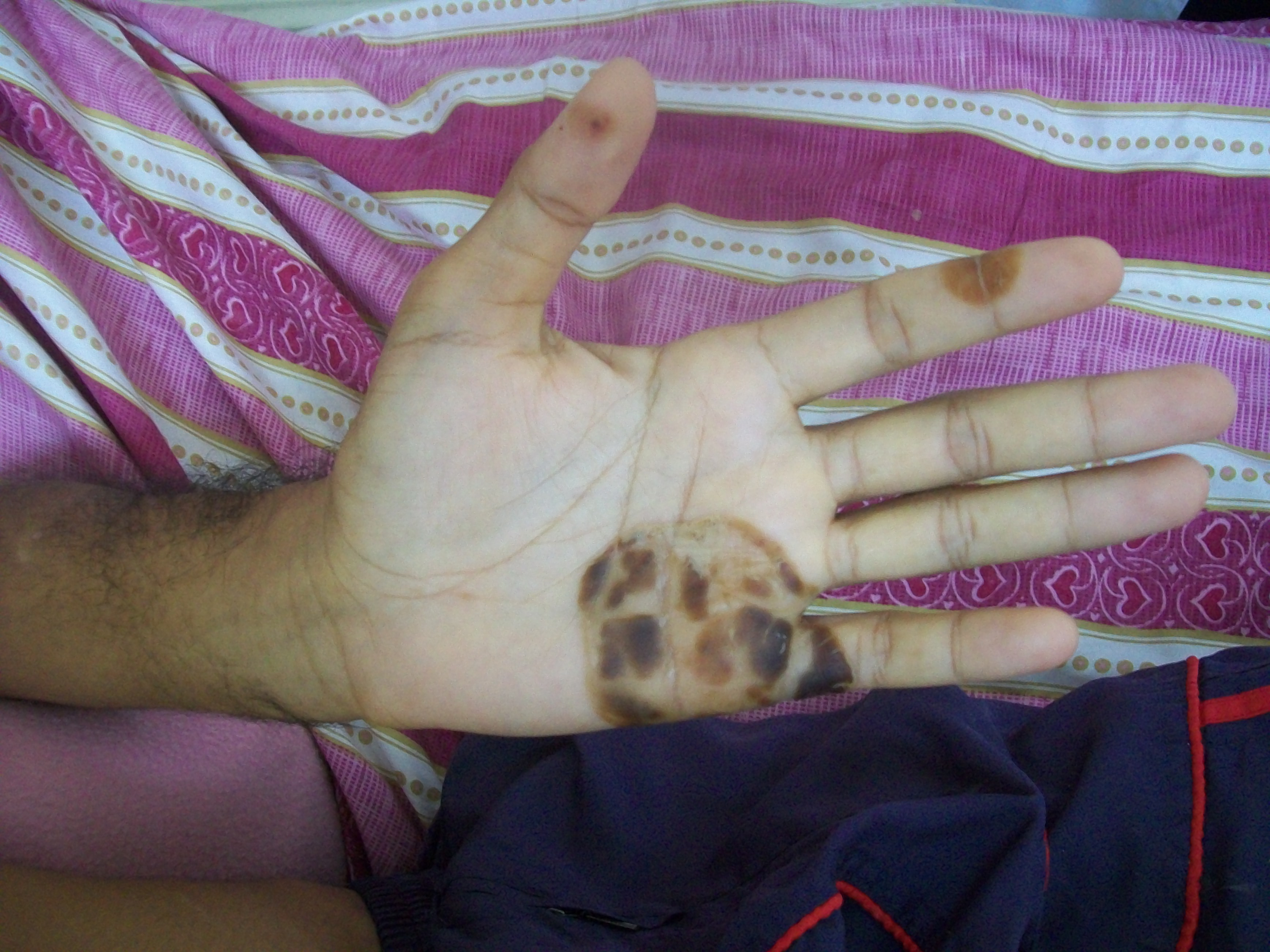
Nódulos de Osler en la palma de la mano izquierda de un paciente masculino de 43 años con endocarditis bacteriana en resolución.

Los nodos de Osler o nódulos de Osler se describen como lesiones subcutáneas, dolorosas, eritematosas y violáceas localizadas en los pulpejos de manos y pies. La aparición de estas lesiones se ha relacionado con endocarditis infecciosa, y forman parte de los criterios menores de Duke para el diagnóstico de dicha patología junto con la lesión de Janeway y las manchas de Roth

## Patogénesis
La aparición de nodos de Osler ha sido relacionada con la formación de microembolismos tras un proceso inflamatorio; sin embargo, el mecanismo por el cual se forman es desconocido.

## Diagnóstico
Para probar que su causa es una endocarditis, se deben de realizar hemocultivos en dos partes diferentes del cuerpo para evitar falsos positivos. También se debe realizar una ecocardiografía para visualizar mejor la lesión localizada en la válvula cardiaca.

## Diagnóstico diferencial
Estas lesiones se pueden confundir con la lesión de Janeway, ya que ambas tienden a afectar extremidades, pero se pueden diferenciar ya que la lesión de Janeway es indolora y se localiza en las palmas de las manos y en las plantas de los pies, mientras que los nódulos de Osler producen dolor y se localizan en los pulpejos.

## Tratamiento
El tratamiento está dirigido a controlar la endocarditis: al ya tener un hemocultivo positivo con el agente etiológico, se dan antibióticos de amplio espectro específicos para este agente. En caso de ser una válvula protésica, o que la infección sea fúngica, le mejor opción es la cirugía de dicha válvula cardiaca.